# Givoletto
Givoletto es una comune italiana situada en la ciudad metropolitana de Turín, en Piamonte, Tiene una población estimada, a fines de junio de 2022, de 4061 habitantes.

## Evolución demográfica
| Gráfica de evolución demográfica de Givoletto entre 1861 y 2022 |
|                                                                 |
| Fuente: ISTAT - Elaboración gráfica de Wikipedia                |